# アンドルーズ空軍基地
アンドルーズ空軍基地（アンドルーズくうぐんきち、英語: Andrews Air Force Base）は、アメリカ合衆国メリーランド州のキャンプスプリングスにあるアメリカ空軍の基地である。ワシントンD.C.に最も近い空軍基地であり、第89空輸航空団・エアフォースワンが本拠地としているなど、大統領関連の特別機の基地である。コロンビア特別区空軍州兵も駐屯している。
2009年にワシントン海軍航空施設と統合され、アンドルーズ統合基地の構成施設となっている。

## 概要

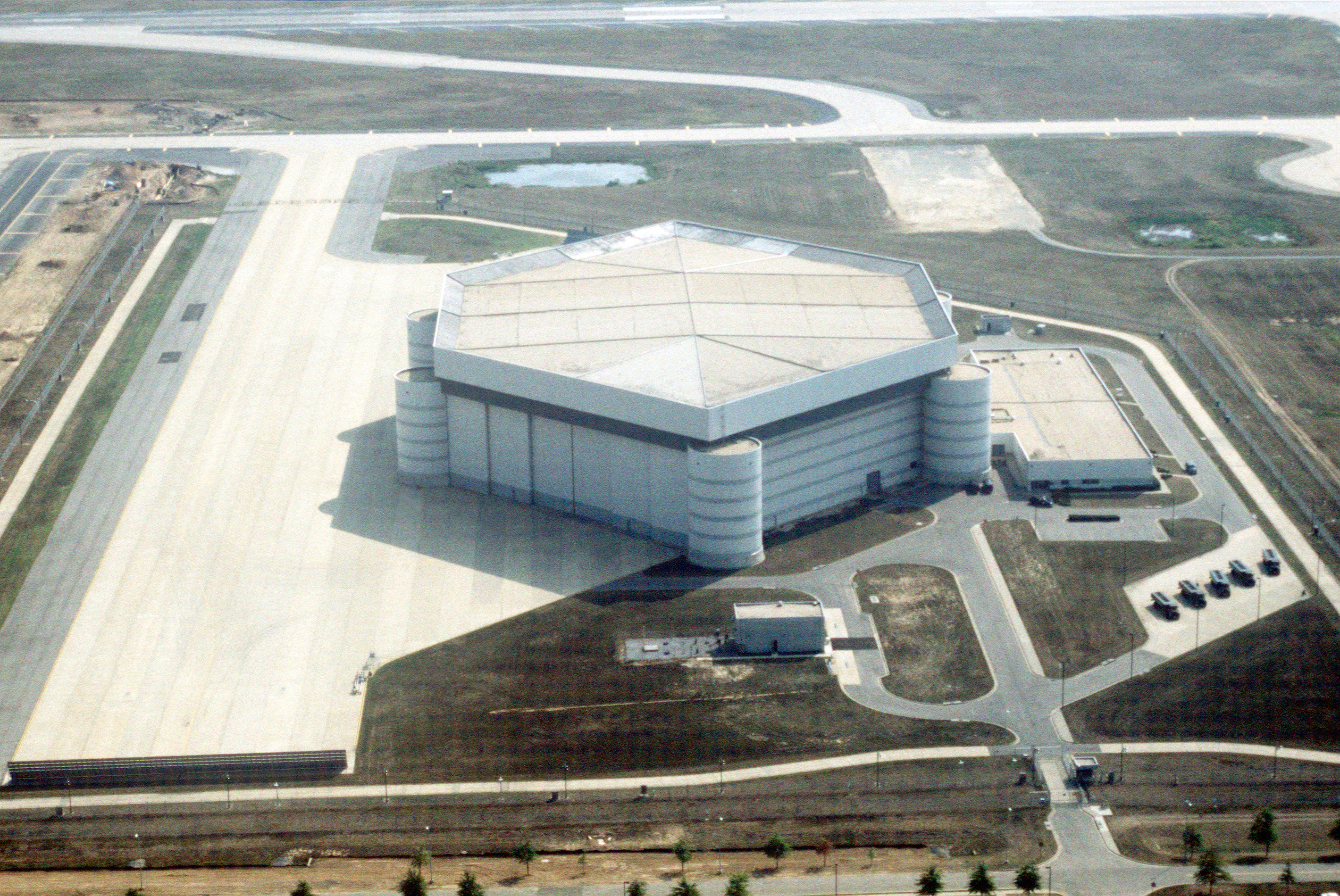
第89空輸航空団格納庫兼兵舎

アメリカ陸軍航空軍基地であったものが、1945年に陸軍航空軍に寄与した軍人、フランク・マクスウェル・アンドルーズ中将（1943年に航空事故で殉職）にちなんで改名された。現在では、輸送・兵站支援部隊が中心の基地であるが、コロンビア特別区空軍州兵第113航空団はF-16を装備し、防空任務にも備えている。
また、ワシントンD.C.の最寄りの基地の為、アメリカ大統領専用機であるVC-25（エアフォースワン）を運用する第89空輸航空団もこの基地を拠点としている。基地の運用は空軍ワシントン地区隊第11航空団の管轄である。なお、日本国政府専用機をはじめとする他国要人の専用機もこの基地を利用する。

## 要人利用

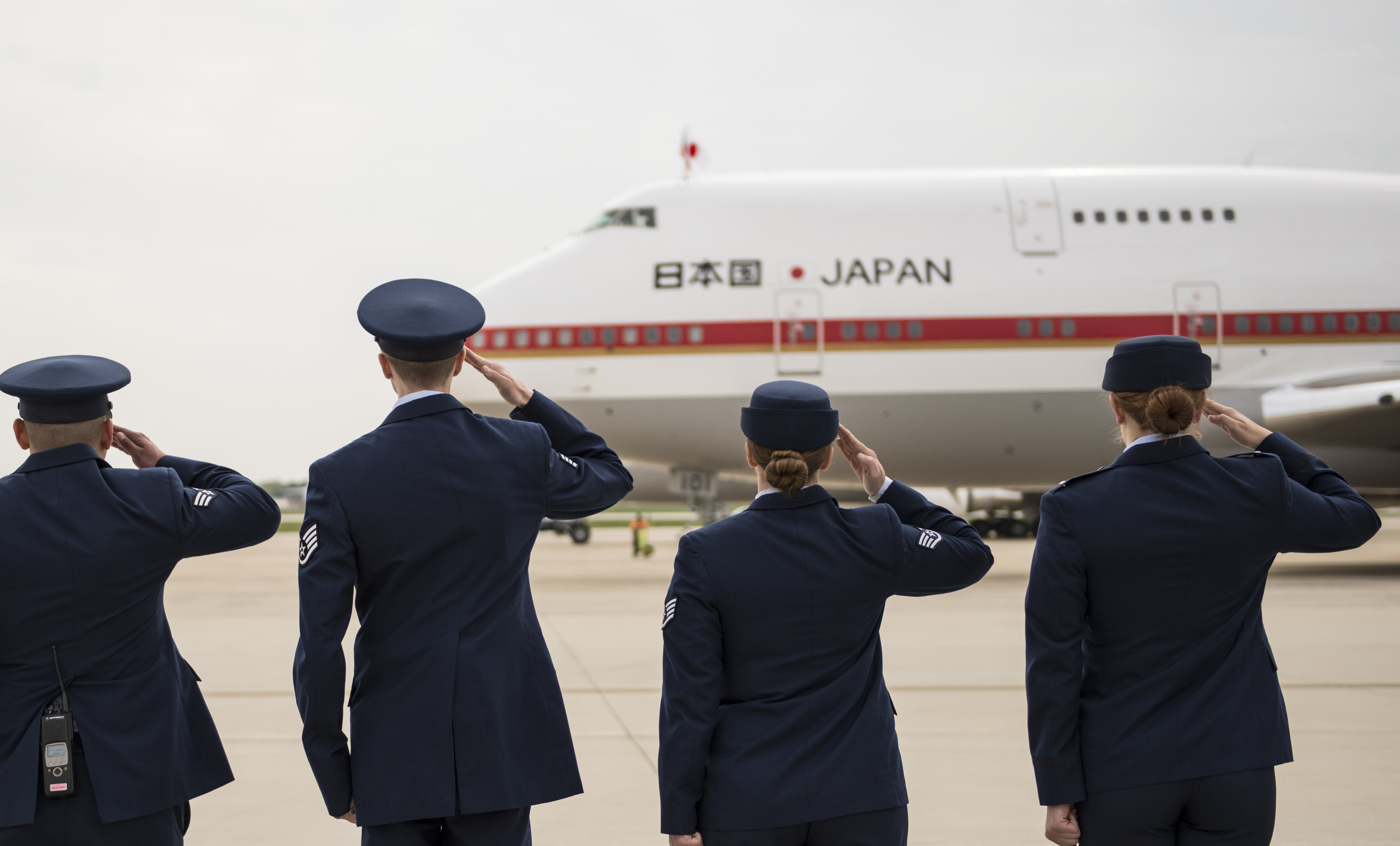
当空軍基地に降り立った日本政府専用機

- 2006年6月28日、小泉純一郎内閣総理大臣が、日米首脳会談に臨む為、オタワから政府専用機で空軍基地を利用。
- 2007年4月26日、安倍晋三内閣総理大臣が、日米首脳会談に臨む為、羽田空港から政府専用機で空軍基地を利用。
- 2010年4月12日、鳩山由紀夫内閣総理大臣が、核安全サミットに出席する為、羽田空港から政府専用機で当空軍基地を利用。
- 2013年2月21日、安倍晋三内閣総理大臣が、日米首脳会談に臨む為、羽田空港から政府専用機で当空軍基地を利用。
- 2024年4月9日、岸田文雄内閣総理大臣が、日米首脳会談に臨む為、羽田空港から政府専用機で当空軍基地を利用。

## 主要所在部隊

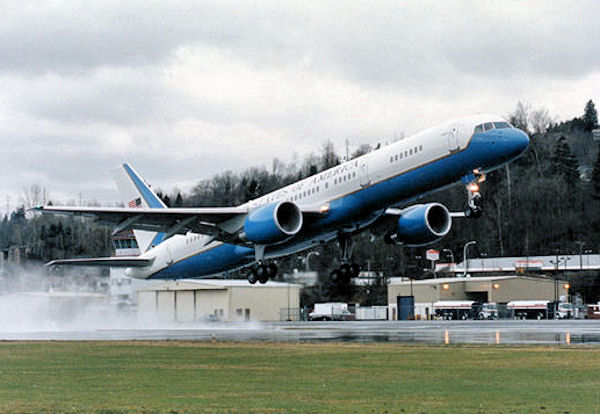
第89空輸航空団所属のC-32、同機はボーイング757-200の派生型

- 第11航空団
- 第89空輸航空団（英語版）
- 空軍ワシントン地区隊
- 第79医療航空団（英語版）

### テナント部隊
- 第457空輸飛行隊

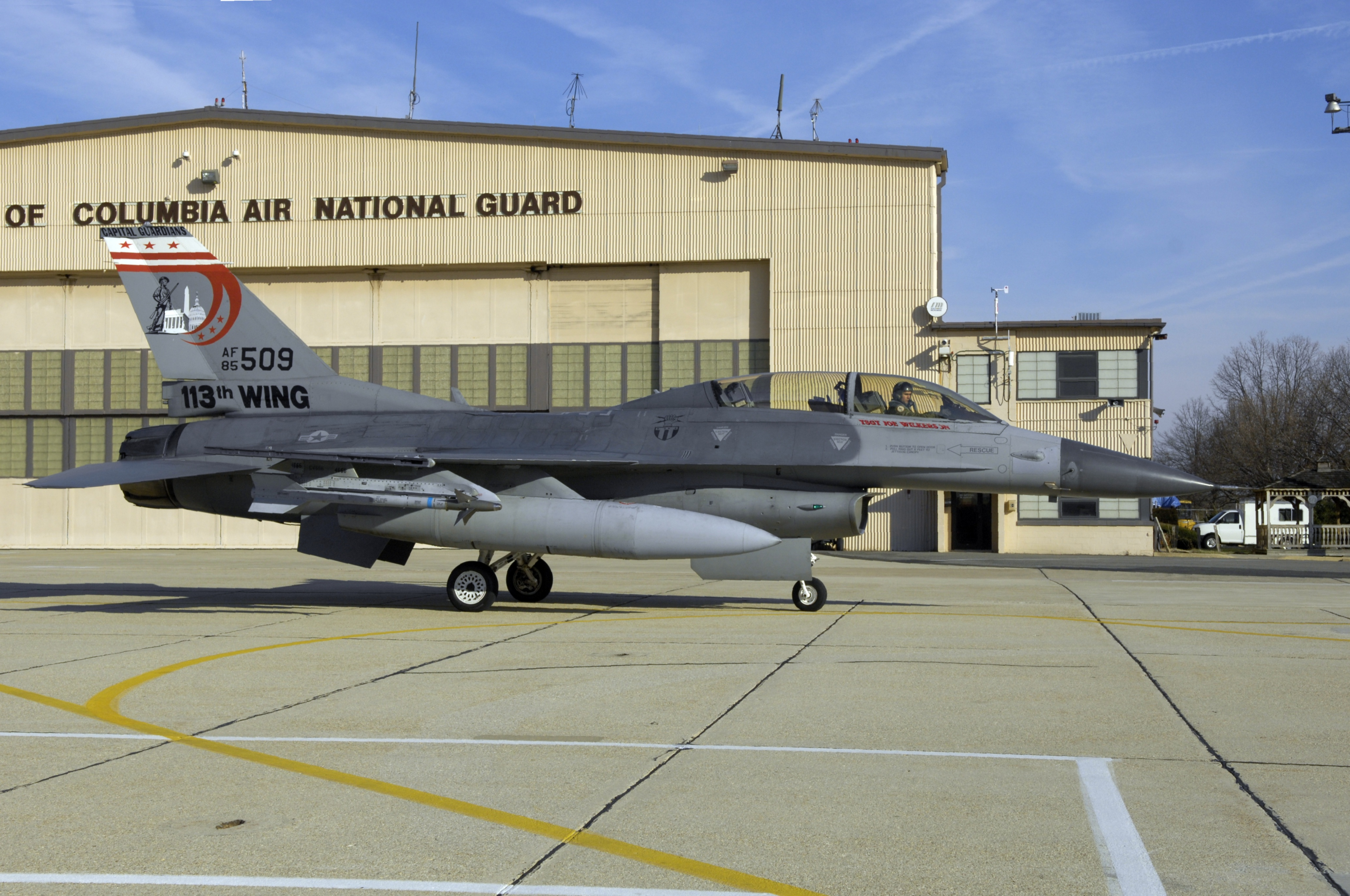
第113航空団所属のF-16D

- 第113航空団（英語版）（コロンビア特別区空軍州兵）
- 第459空中給油航空団（英語版）（空軍予備役軍団）
- 744th Communications Squadron
- 空軍州兵準備センター（英語版）
- コロンビア特別区空軍州兵
- 第321海兵戦闘攻撃飛行隊（英語版）（海兵隊予備役（英語版））
- 第209電子攻撃飛行隊（英語版）（海軍予備役（英語版））

## 出来事
- 2021年2月4日 - 基地に男が侵入、輸送機に乗り込んだところを拘束された。2021年アメリカ合衆国議会議事堂襲撃事件を受けて警備が強化されていた最中であり、警備の在り方が問題視された[3]。